# X-Or
Pour les articles homonymes, voir XOR (homonymie).
Sharivan
X-Or (宇宙刑事ギャバン, Uchū Keiji Gyaban) est une série télévisée japonaise du genre tokusatsu de 44 épisodes de 26 minutes, réalisée en 1982 par Hattori Kazuyasu et Toshiaki Kobayashi.
En France, la série a été diffusée à partir du 26 octobre 1983 dans Récré A2 sur Antenne 2 puis sur TMC dès janvier 2001, AB1, Mangas à partir d'août 2001 et Ciné FX en 2008.

## Synopsis
Bolzar, un extraterrestre venant d'Étolia, une planète beaucoup plus évoluée que la Terre, est envoyé sur la planète bleue afin de la défendre contre les C-Rex, une race d'êtres belliqueux qui veulent étendre leur domination à l'ensemble du cosmos. Sur Terre, Bolzar trouve une femme. Tous les deux ont un enfant, le futur X-Or.
Pendant l'enfance d'X-Or, Bolzar et son ami scientifique travaillent sur une arme capable de détruire les C-Rex. Mais ceux-ci ont vent de l'affaire et tentent de s'emparer de l'arme. Malheureusement la mère d'X-Or est tuée, après avoir renvoyé son fils sur Étolia pour le sauver. Bolzar continue alors son travail sur l'arme secrète.
Vingt ans ont passé. Les C-Rex tentent une nouvelle fois de s'emparer de l'arme et cette fois-ci enlèvent Bolzar. X-Or est alors chargé de prendre la relève de son père sur Terre afin de la protéger, car les C-Rex continuent à s'intéresser de très près à notre planète. Animé par le désir de se venger et de retrouver son père, X-Or travaille alors incognito sur Terre dans le ranch Abalon Club sous le nom de « Gordan ».

## Épisodes
| No   | Titre français               | Titre japonais                       | Titre japonais                                            | Date de 1re diffusion |
| No   | Titre français               | Kanji                                | Rōmaji                                                    | Date de 1re diffusion |
| ---- | ---------------------------- | ------------------------------------ | --------------------------------------------------------- | --------------------- |
| 1    | La Base secrète              | 東京地底の怪要塞                     | Tōkyō chitei no kai yōsai                                 | 5 mars 1982           |
| 2    | Le Vaisseau maudit           | 盗まれた日本列島                     | Nusuma reta nippon rettō                                  | 12 mars 1982          |
| 3    | Une étrange disparition      | 大変だ！黒星博士のベム計画を阻止せよ | Taihenda! Kuroboshi hakase no bemu keikaku o soshi seyo   | 19 mars 1982          |
| 4    | Le Casque du diable          | 死を呼ぶ魔人兜                       | Shi o yobu majin kabuto                                   | 26 mars 1982          |
| 5    | Le Poison                    | ミミーは泣く 猛毒コブラ弾が烈に命中  | Mimī wa naku mōdoku kobura-dan ga Retsu ni meichū         | 9 avril 1982          |
| 6    | Les Surdoués                 | 魔空塾の天才たち                     | Ma sora juku no tensai-tachi                              | 16 avril 1982         |
| 7    | Dites-le avec des fleurs     | 怪物がひそむ花びらに少女は口づけした | Kaibutsu ga hisomu hanabira ni shōjo wa kuchidzuke shita  | 30 avril 1982         |
| 8    | Ami ou ennemi ?              | 正義か悪魔か？銀マスク大ヒーロー     | Masayoshi ka akuma ka? Gin masuku dai hīrō                | 7 mai 1982            |
| 9    | La Bombe bactériologique     | 美しい人形スパイ                     | Utsukushī ningyō supai                                    | 14 mai 1982           |
| 10   | La Grande Opération          | 人間クラッシャー部隊を撃破せよ！     | Ningen kurasshā butai o gekiha seyo!                      | 28 mai 1982           |
| 11   | Sauvetage                    | 父は生きているのか？謎のSOS信号      | Chichi wa ikite iru no ka? Nazo no esuōesu shingō         | 4 juin 1982           |
| 12   | Les ovnis existent           | 遊園地へ急行せよ！UFO少年大ピンチ    | Yuenchi e kyūkō seyo! Yūfō shōnen dai pinchi              | 11 juin 1982          |
| 13   | La Transmutation biologique  | 危うし烈！大逆転                     | Ayaushi Retsu! Dai gyakuten                               | 18 juin 1982          |
| 14   | Le Duel final                | 愛と悲しみの別れ とどめの一撃!!      | Ai to kanashimi no wakare todome no ichigeki!!            | 25 juin 1982          |
| 15   | Un mirage                    | 幻？影？魔空都市                     | Maboroshi? Kage? Ma sora toshi                            | 2 juillet 1982        |
| 16   | Le Premier Amour             | 初恋は宝石の輝き さようなら銀河特急  | Hatsukoi wa hōseki no kagayaki sayōnara ginga tokkyū      | 9 juillet 1982        |
| 17   | La Bombe à retardement       | 走る時限爆弾！白バイに乗った暗殺者   | Hashiru jigen bakudan! Shirobai ni notta asashin          | 16 juillet 1982       |
| 18   | Le Palais du roi des dragons | 乙姫様コンテスト ハチャメチャ竜宮城  | Otohime-sama kontesuto hachamecha ryūgūjō                 | 23 juillet 1982       |
| 19   | Transmutation                | 午前6時蒸着！ Zビームチャージ完了    | Gozen 6-ji jōchaku! Z bīmuchāji kanryō                    | 30 juillet 1982       |
| 20   | Le Météore                   | なぞ？の救急病院！人類の大滅亡が迫る | Nazo? No kyūkyū byōin! Jinrui no dai metsubō ga semaru    | 6 août 1982           |
| 21   | La Furie                     | 踊ってチクリ大ピンチ ハニー作戦よ！  | Odotte chikuri dai pinchi hanī sakusen yo!                | 20 août 1982          |
| 22   | Voyage vers le soleil        | 黄金仮面と妹 太陽に向って走るヨット  | Kogane kamen to imōto taiyō ni mukatte hashiru yotto      | 3 septembre 1982      |
| 23   | Les Vampires de la nuit      | 闇を裂く美女の悲鳴！霧の中の幽霊馬車 | Yami o saku bijo no himei! Kiri no naka no yūrei basha    | 10 septembre 1982     |
| 24   | Rêve ou cauchemar ?          | ミミーの悪夢か!? 吠える切り裂き魔獣  | Mimī no akumu ka! ? Hoeru kirisaki majū                   | 17 septembre 1982     |
| 25   | La Fleur magique             | 怪しくゆらめく水中花 わかばが危ない  | Ayashiku yurameku suichūka Wakaba ga abunai               | 1er octobre 1982      |
| 26   | Les Anges de la mort         | 人形は見た!! 毒ガス殺人部隊の正体    | Ningyō wa mita! ! Dokugasu satsujin butai no shōtai       | 8 octobre 1982        |
| 27   | Drame à l'école              | 先生たちが変だ！学校は怪奇がいっぱい | Sensei-tachi ga henda! Gakkō wa kaiki ga ippai            | 15 octobre 1982       |
| 28   | La Jeunesse éternelle        | 暗黒の宇宙の海 さまよえる魔女モニカ  | Ankoku no uchū no umi samayoeru majo Monika               | 22 octobre 1982       |
| 29   | Le Magicien                  | 電撃マジック合戦！暗殺のプログラム   | Dengeki majikku gassen! Ansatsu no puroguramu             | 29 octobre 1982       |
| 30   | Le signal venu du ciel       | ドンホラーの息子が魔空城に帰って来た | Don Horā no musuko ga ma sorajō ni kaette kita            | 5 novembre 1982       |
| 31   | La Princesse                 | 天使の歌が聞こえる 人形にされた王女  | Tenshi no uta ga kikoeru ningyō ni sa reta ōjo            | 12 novembre 1982      |
| 32   | Combat mortel                | 謎の地底迷路 ターゲットはWX-1        | Nazo no chitei meiro tāgetto wa WX-1                      | 19 novembre 1982      |
| 33   | La Seconde Génération        | 新怪物誕生 エイリアンを拾った少年    | Shin kaibutsu tanjō eirian o hirotta shōnen               | 26 novembre 1982      |
| 34   | L'Enfant perdu               | 思い出は星の涙 父のない子 母のない子 | Omoide wa hoshi no namida chichi no nai ko haha no nai ko | 3 décembre 1982       |
| 35   | Des êtres chers              | マクーの若獅子 サンドルバの反抗      | Makū no wakashishi Sandoruba no hankō                     | 10 décembre 1982      |
| 36   | Diffamation                  | 恨みのロードショー 撮影所は魔空空間  | Urami no rōdoshō satsueijo wa ma karakūkan                | 17 décembre 1982      |
| 37   | Un sacré caractère           | おてんばひょうきん姫の地球冒険旅行   | O tenba hyōkin hime no chikyū bōken ryokō                 | 24 décembre 1982      |
| 38   | L'Épée de lumière            | 包囲された輸送部隊 正義の太陽剣      | Hōi sa reta yusō butai seigi no taiyō ken                 | 14 janvier 1983       |
| 39   | Un plan sans faille          | 学校から帰ったらぼくの家はマクー基地 | Gakkō kara kaettara boku no ie wa Makū kichi              | 21 janvier 1983       |
| 40   | Le Restaurant                | 死の谷の大決戦 君も宇宙刑事だ！      | Shi no tani no daisakusen kimi mo uchū keijida!           | 28 janvier 1983       |
| 41   | Prisonnier du temps          | 魔空都市は男の戦場 赤い生命の砂時計  | Ma sora toshi wa otoko no senjō akai inochi no sunadokei  | 4 février 1983        |
| 42   | Un allié inattendu           | 烈よ急げ！父よ                       | Retsu yo isoge! Chichiyo                                  | 11 février 1983       |
| 43   | Les Retrouvailles            | 再会                                 | Saikai                                                    | 18 février 1983       |
| 44   | La Fin des c-rex             | ドンホラーの首                       | Don Horā no kubi                                          | 25 février 1983       |
| (45) | Le Successeur                | 幻夢                                 | Maboroshi yume                                            | 4 mars 1983           |
| (46) | Cataclysmes inexplicables    | 魔界ニュータウン                     | Makai nyū taun                                            | 11 mars 1983          |
| (47) | Charmante petite fille       | 久美子との約束                       | Kumiko to no yakusoku                                     | 18 mars 1983          |
| (48) | Complot sur ordinateur       | マイコン指名手配                     | Maikon shimei tehai                                       | 25 mars 1983          |
| (49) | Forces maléfiques            | 港のヨーコは愛のメロディを忘れない   | Minato no Yōko wa ai no merodi o wasurenai                | 1er avril 1983        |
| (50) | La Punition                  | 戦場の森をかける小さな命             | Senjō no mori o kakeru chīsana inochi                     | 8 avril 1983          |
| (51) | Vol de cerveau               | 鏡の中に浮かぶ私は誰れ!?             | Kagami no naka ni ukabu watashi wa darere! ?              | 15 avril 1983         |
| (52) | Le Fleuve                    | 泥の河は甦える カムバック サーモン   | Doro no kawa wa yomigae eru kamubakku sāmon               | 22 avril 1983         |

## Personnages

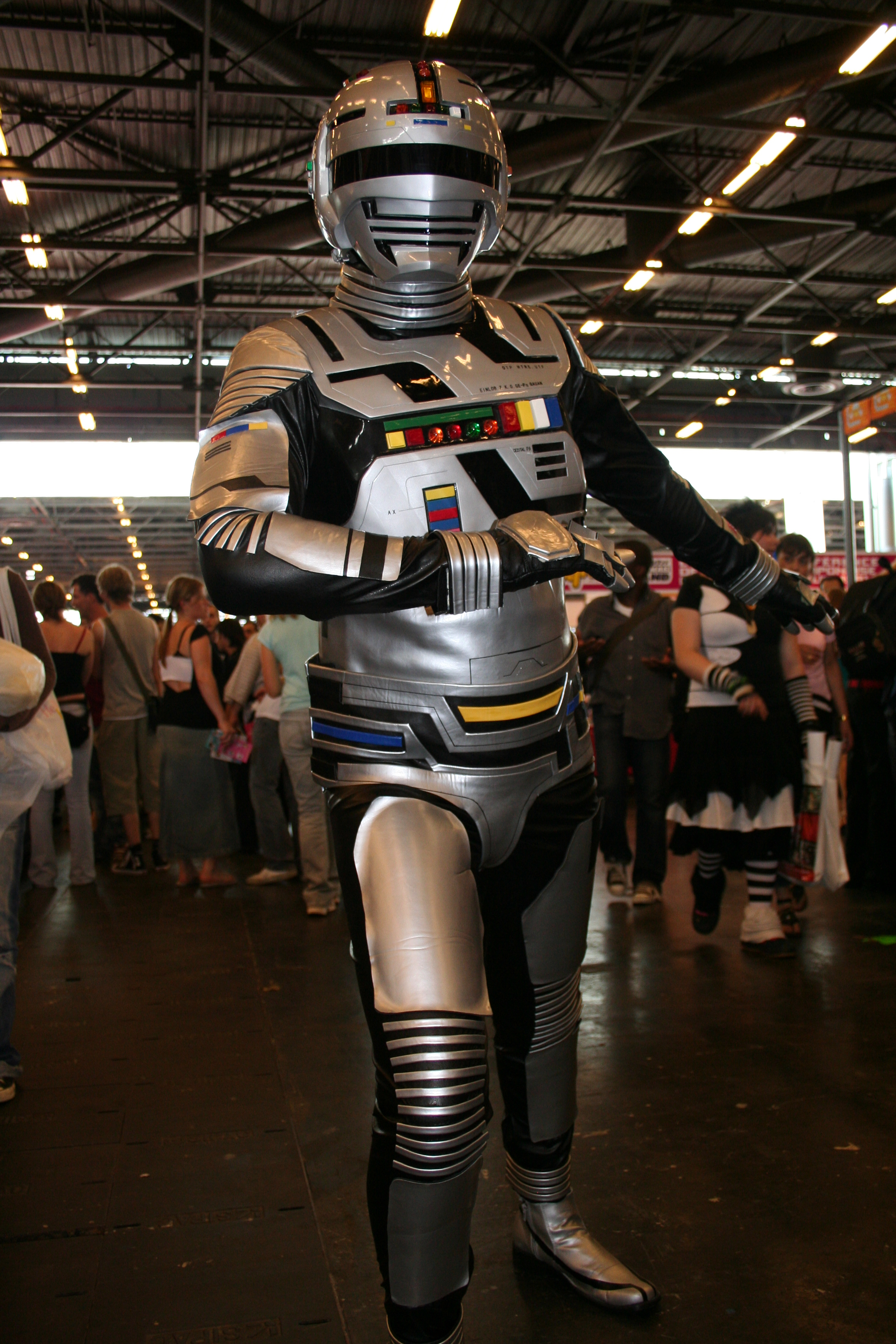
Cosplay d'X-Or durant la Japan Expo 2006.

- Gordan (一条寺烈, Ichijōji Retsu?) / X-Or, le shérif de l'espace (宇宙刑事ギャバン, Uchū Keiji Gyaban?) : héros de la série, c'est un shérif spatial envoyé par le comité de défense de la planète Etolia dans le but de défendre la Terre des attaques incessantes des C-Rex. Après avoir crié « Transmutation ! » (蒸着！, Jōchaku!?) et exécuté une chorégraphie particulière, il revêt instantanément un scaphandre de combat technologique qui décuple ses forces (à chaque fois, un stock-shot nous permet de revoir la même scène « au ralenti »). Il doit toutefois conserver son identité secrète et travaille dans un centre équestre sous le nom de « Gordan », pour s'assurer une couverture.
- Professeur Kom (コム長官, Komu Chōkan?) : son rôle semble être celui d'un officier haut-gradé du comité de défense des Justiciers de l'Espace, bien que rien ne vienne le confirmer. Il est le père de Bimmy et le mentor d'X-Or, avec qui il communique via un écran géant à bord du vaisseau CTE.
- Bimmy (ミミー, Mimī?) (épisodes 1-31, 42-44) : la charmante équipière d'X-Or, qui l'a discrètement suivi sur Terre malgré le désaccord de son propre père le Professeur Kom. X-Or s'oppose tout d'abord à sa présence, craignant pour sa vie, mais il finit par reconnaître en elle une partenaire de choix, sans compter que Bimmy semble avoir un faible pour lui… Bimmy possède la faculté étrange de se changer en oiseau à volonté à l'aide de son médaillon.
- Marin (マリーン, Marīn?) : la non-moins charmante assistante du professeur Kom. Elle remplace Bimmy aux côtés d'X-Or quand celle-ci part au chevet de sa mère malade (l'actrice avait provisoirement quitté la série).
- Bolzar (ボイサー, Boisā?) : père d'X-Or, ancien shérif de l'espace disparu alors qu'il mettait au point le SST, un canon spatial d'une puissance considérable capable d'annihiler une planète. Il a été trahi par son équipier et ami K-Rex, qui est passé du côté de l'ennemi, et a été emprisonné par les C-Rex. Sauvé par X-Or, il succombera à ses blessures peu après.
- Kojiro Aoyama (大山 小次郎, Ōyama Kojirō?) : photographe gaffeur et maladroit, qui est le grand ami de Gordan. Juché sur sa mobylette et affublé d'une énorme paire de lunettes rondes, il rêve de pouvoir un jour décrocher un scoop en photographiant des ovnis. Inutile de dire qu'il n'y arrive jamais, même si, paradoxalement, il se retrouve souvent (et bien involontairement) aux prises avec les C-Rex.

### Organisation criminelle spatiale C-Rex
L'Organisation criminelle spatiale C-Rex (宇宙犯罪組織マクー, Uchū Hanzai Soshiki Makū) .
- K-Rex (ハンターキラー, Hantā Kirā?) (épisodes 1-30, 42) : ex-shérif de l'espace et ami proche de Bolzar, K-Rex est un traître qui a vendu son âme aux forces des C-Rex, dont il commande les armées. Humilié devant ses hommes par Satana, le fils de Lou  IB-BMX-11, le chef des C-Rex, K-Rex se vengera en révélant à X-Or la ruse qu'il voulait employer pour le vaincre. Sa trahison découverte, il est banni et sera retrouvé quelques épisodes plus tard, mourant et dérivant dans l'espace. Avant de succomber, il se rachète en révélant à X-Or où est détenu son père.
- Lou IB-BMX-11 (ドン・ホラー, Don Horā?) : souverain des C-Rex pareil à une idole monstrueuse aux bras multiples ; son but est de s'installer sur la Terre pour en faire un paradis du crime galactique, avant de se rendre maître de l'ensemble du cosmos. Bien qu'incapable de se mouvoir, il est en mesure de créer une dimension parallèle en inversant l'axe de rotation d'une planète, afin d'y projeter X-Or lorsqu'il combat ses sbires. La nature immobile du personnage est compensée grâce à la présence à ses côtés d'un matassin ayant l'étrange forme d'un homme-oiseau bleu qui, de par ses expressions et ses rires, met en mouvement les émotions du monstrueux tyran. Lou IB-BMX-11 est tué par X-Or dans le dernier épisode. Sa mort provoquera l'explosion de son vaisseau tuant ses serviteurs représentant sa suite royale.
- Satana (サン・ドルバ, San Doruba?) (épisodes 30-44) : fils démoniaque de Lou IB-BMX-11 qui viendra remplacer K-Rex au pied levé, sans pour autant se montrer beaucoup plus efficace. Dans le dernier épisode, il est renié par son père à la suite d'un énième échec face à X-Or. Avec Kiba, il essaiera de le trahir pour que lui et X-Or s'entretuent ainsi Satana prendrait le commandement des C-Rex. Mais Lou IB-BMX-11 découvrira la vérité et les poussera à combattre X-Or une dernière fois, ce qui aboutira à leurs morts.
- Kiba (魔女キバ, Majo Kiba?) (épisodes 30-44) : sorcière venue de l'espace ; elle est un peu l'ange gardien de Satana, et réside à l'intérieur de son trident, à la manière de Minas, qui résidait à l'intérieur du crâne du commandant Minos dans Goldorak. Après que Satana a été renié par son père, à la suite d'un énième échec face à X-Or, elle essaiera de le trahir avec Satana pour que lui et X-Or s'entretuent ainsi Satana prendrait le commandement des C-Rex. Mais Lou IB-BMX-11 découvrira la vérité et les poussera à combattre X-Or une dernière fois, ce qui aboutira à leurs morts.
- Starrex (ダブルマン, Daburuman?) (épisodes 1-13) : ces êtres à la carrure massive et aux canines développées constituent la pure souche de la race C-Rex, et sont en mesure de changer d'apparence à volonté.
- Crushers (クラッシャー, Kurasshā?) : soldats gringalets produits en masse par les C-Rex, et formant le gros de leur armée. Ils sont vêtus de cuir noir et cagoulés, et armés de coutelas. C'est leur grand nombre qui fait leur force, bien qu'ils ne fassent guère le poids face à X-Or.

## Technologie

### Arsenal d'X-Or
- Rayon Laséro-Z (レーザーＺビーム, Rēzā Zetto Bīmu?) : rayon laser projeté depuis le gantelet droit du scaphandre d'X-Or, capable de détruire un monstre de faible puissance.
- Plutonolaser :rayon laser puissant de couleur rouge pointilleux projeté depuis le gantelet du scaphandre de X-or
- Visualoscope (レーザースコープ, Rēzā Sukōpu?) : système de vision infra-rouge permettant de repérer tout adversaire devenu invisible, et intégré dans le casque du scaphandre.
- Écran cybero-magnétique (バリアー, Bariā?) : simple bouclier magnétique généré en face d'X-Or, pour le protéger d'une attaque directe.
- Laséro-lame (レーザーブレード, Rēzā Burēdo?) : arme coup de grâce par excellence, consistant en une épée chromée jaillissant du gantelet gauche d'X-or ; la lame se change en un rayon laser juste avant de porter le coup final à un ennemi, qui se retrouve généralement tranché en deux sur toute sa longueur. En version française, avant de porter le coup de grâce, X-Or se livre souvent à une petite plaisanterie du style « Tu l'auras voulu ! », « Adieu, C-Rex ! », ou encore « On partage la poire en deux. » En version originale, il dit simplement « Gavan Dynamic! » (ギャバン・ダイナミック！, Gyaban Dainamikku!?), qui est le nom de cette attaque.

### Véhicules etmechas
- Cabine de Transit dans l'Espace, Dolgiran (超次元高速機ドルギラン, Chō Jigen Kōsokuki Dorugiran?) : vaisseau de combat d'X-Or, il constitue une véritable base mobile qui réside en permanence dans la stratosphère. Outre sa puissance de feu dévastatrice, il recèle d'autres véhicules spécialisés, et sa partie inférieure peut se détacher de l'ensemble pour se transformer en un puissant dragon mécanique appelé « Morox ».
- Morox (電子星獣ドル, Denshi Seijū Doru?) : cet immense dragon de métal est à coup sûr l'arme la plus puissante de tout l'arsenal d'X-Or, qui l'utilise en général contre les chasseurs spatiaux des C-Rex, ou encore face à un monstre géant. X-Or se tient alors debout sur son museau, et le dirige à la voix. Morox peut cracher des flammes et projeter de puissants rayons énergétiques, à moins qu'il ne lui prenne l'envie de tout balayer d'un grand coup de queue… X-Or l’invoque en criant « À moi, Morox ! », qui est suivi d’un stock shot montrant le dragon rugissant
- Molotox (ギャビオン, Gyabion?) : tank de combat lourd, entreposé à l'intérieur de la CTE ; sa partie supérieure peut se désolidariser, pour devenir un chasseur aérien ; de plus, le tank recèle un petit véhicule jaune (nommé Bullox en français, Scooper en anglais) ressemblant à une foreuse, et capable de voyager en sous-sol. Il apparaît dans les épisodes 4 ; 10. Scooper est un hommage évident à la Taupe, véhicule similaire aperçu dans la série de marionnettes les Sentinelles de l'air.
- Rollersky (サイバリアン, Saibarian?) : side-car volant de couleur rouge, également entreposé dans la CTE ; X-Or l'utilise surtout pour voyager à travers le trou noir des C-Rex, lorsqu'il doit poursuivre un monstre.
- Suzuki Sj410 : au civil, X-Or roule dans une Suzuki Sj410 rouge décapotable; un petit 4x4 très populaire dans les années 80.

## Production

### Création
Au moment de la création d'X-Or, la Toei est en manque de programmes tokusatsu : la série des Kamen Rider s'est achevée en 1981 avec Kamen Rider Super-1, et les Super sentai s'essoufflent après Sun Vulcan, et, avec Goggle Five, qui démarre avec un groupe de héros, s'éloignent du style traditionnel. Producteurs, diffuseurs et sponsors se mettent d'accord sur « la création d'un héros autonome différent de Kamen Rider ».
Katsushi Murakami, designer de Bandai, esquisse le dessin d'un « héros mécanique argenté tenant une épée », qui devient le prototype de l'armure d'X-or. Mais une fois la combinaison métallique argentée terminée, les prises de vue en extérieur s'avèrent difficiles à réaliser, en raison du réfléchissement de la lumière du soleil. Le scénariste Shozo Uehara a alors l'idée de l'espace parallèle. Cet espace étrange, dans lequel Lou IB-BMX-11 projète X-Or lorsqu'il combat ses sbires, est donc un prétexte à un lieu de prise de vue sombre, empêchant la lumière de se refléter sur le costume.
Kenji Ōba, l'acteur principal, est à l'origine de l'épée-laser de X-Or. Il l'a imposée à la production voulant ainsi réaliser un de ses rêves : se battre au sabre-laser, arme qu'il avait beaucoup appréciée dans le film Star Wars.
La scène de « transmutation », appelée en version originale « scène de dépôt en phase vapeur », s'inspire d'un procédé existant, et donne une image dynamique et futuriste à l'action. Pour justifier le fait que les ennemis n'attaquent pas X-Or pendant le processus, la voix off précise que l'action est vue au ralenti, et qu'elle ne prend en réalité que 0,05 secondes et est imperceptible à l'œil nu.
À l'origine, le titre de la série était Uchū keiji Z (宇宙刑事Z, litt. le shériff de l'espace Z), et le nom du héros éponyme Z. Des traces de ce nom se retrouvent dans le nom de l'arme « rayon laséro-Z » ou encore dans la forme de la ligne noire sur la combinaison de combat. D'autres proposition se sont succédé, comme Ginjirō (ギンジロウ) ou Ginbrid (ギンブリッド, Ginburiddo). Le nom retenu est Gavan (ギャバン, Gyaban), en référence à l'acteur français Jean Gabin populaire dans l'archipel nippon pour ses rôles de policier. L'utilisation du nom d'un acteur occidental permet également d'éviter de tomber sur une marque déposée sans utiliser un nom japonais long et difficile à retenir. La même astuce sera utilisée pour les séries Metal Hero suivantes, jusqu'à Spielvan.

### Distribution
- Kenji Ōba (VF : Michel Bedetti) : Gordan/X-Or
- Toshiaki Nishizawa (VF : Francis Lax) : Professeur Kom
- Wakiko Kano (VF : Nadine Delanoë) : Bimmy
- Sonny Chiba (VF : Roger Carel) : Bolzar
- Masayuki Suzuki (ja) (VF : Pierre Trabaud) : Kojiro Aoyama
- Michiro Iida (VF : Daniel Gall) : K-Rex
- Ken Nishida (VF : Albert Augier) : Satana
- Aiko Tachibana (VF : Martine Reigner) : Tsukiko Hoshino
- Noboru Mitani (VF : Lily Baron) : Kiba

## Sortie VHS - DVD - CD
L'intégrale fut éditée par IDP en VHS en deux coffrets de 21 et 24 épisodes en 1998. Le 45e étant le premier épisode de Sharivan comportant le doublage d'IDDH.
Une édition DVD, également en deux coffrets (22 et 21 épisodes), suivit au début des années 2000, ainsi qu'une Collector en 2011.
L'intégrale en coffret 3 blu-ray (avec images en HD) est sortie au Japon et aux États-Unis chez Discotek Media sous le titre de Space Sheriff Gavan: The Complete Series (VO japonaise et sous-titres anglais optionnels uniquement) mais région A uniquement donc non lisible sur un lecteur région B français non modifié.
La présence d'une piste audio VF disponible (avec générique français) sur le coffret japonais, fût-ce en bonus, est tout sauf attestée.
Les BGM sortirent en CD sous le label Loga-Rythme appartenant au groupe IDP.

## Adaptations

### Jeux vidéo
- Cosmo Police Galivan (1988, Famicom)
- Cosmo Police Galivan II: Arrow of Justice (1993, Super Famicom)
- Super Hero Sakusen (ja) (1999, PlayStation)
- Super Tokusatsu Taisen 2001 (ja) (2001, PlayStation)
- The Space Sheriff Spirits (en) (2006, PlayStation 2)

## Commentaires
Cette série a connu un immense succès en France dans les années 1980. La chanson du générique est signée par un certain Paul Persavon, qui n'est autre qu'Antoine de Caunes, fils de Jacqueline Joubert alors directrice des programmes jeunesse d'Antenne 2 et chanté par Jean-Pierre Savelli. Mais le succès sera également au rendez-vous dans son pays d'origine, où la série obtiendra des scores d'audience inégalés depuis Ultraman ou Kamen Rider. X-Or donnera en outre naissance à deux suites, Sharivan (en France sous le nom X-Or 02) et Capitaine Sheider, qui reprennent le même concept.

## Autour de la série
- Kenji Ōba fut invité pour la première fois en France au festival Cartoonist de Toulon en avril 2001 avant d'être invité de la Chibi Japan Expo volume 2 en octobre 2008, où il présentait son dernier film en avant-première mondiale. Il a été présent comme invité du festival Cartoonist 2013 à Nice et a participé au grand concert réunissant de nombreux chanteurs japonais.
- Hiroshi Watari est l'acteur qui joue le rôle de X-Or en scaphandre de combat, Kenji Ōba ne jouant que les scènes hors scaphandre.
- En 2003, Kenji Ōba et Sonny Chiba apparaissent dans Kill Bill de Quentin Tarantino.
- Kenji Ōba joue dans le film Gokaiger vs Gavan pour reprendre les rôles de Gavan (X-Or), de Battle Kenya (Battle Fever J) et de Denji Blue (Denshi Sentai Denziman). Il joue les trois rôles en même temps, il est indiqué dans le film que les rôles joués par Kenji Ōba dans ces trois séries sont bien des personnages différents. Denji Blue et Battle Kenya indique même qu'on les a confondus à plusieurs reprises avec Gavan (X-Or) à cause de leur incroyable ressemblance physique. On assiste à la fin du film à une triple transformation pour les montrer à leur fan (une voix mystérieuse dans une lumière apparaît dans le ciel et en fait la demande aux héros pour qu'ils montrent leur triple transformation à tous leurs anciens fans du passé).
- À la suite du succès de Gokaiger VS Gavan, un film sur l'héritier de X-or, Gavan Type-G, est sorti le 20 octobre 2012 au Japon. Une nouvelle série sur ce nouveau héros était prévue pour 2013, mais le projet a été abandonné à la suite de l'échec du film au box-office. Néanmoins deux direct-to-video sortiront sur Sharivan et Shaider. À l'instar, de Gavan Type-G, ces deux justiciers auront des nouveaux personnages ainsi que la présence des anciens personnages.
- Uchuu Keiji Gavan Type G réapparaît dans la série Uchū Sentai Kyūranger, dans un épisode et dans le film Uchu Sentai Kyuranger vs. Space Squad en 2018[réf. nécessaire].
- En 2020, la même armure de X-Or « Type G » est réutilisée dans deux épisodes de la série Power Rangers: Beast Morphers[6]. Le personnage du Capitaine Chaku se présente comme un policier intergalactique et semble disposer du même arsenal que X-Or (armure, rayon laséro-Z, laséro-lame, Morox, ainsi qu'un side-car bleu similaire à Rollersky) ce qui laisse supposer qu'il s'agit d'une version futuriste de X-Or ou bien de son successeur au sein de la police de l'espace.
- Le Dr.Com est le seul qu'on reverra, uniquement dans le film de Gavan à l'exception de Kenji Ōba, mais pas dans les films suivants. En effet, l'acteur étant décédé avant la production de Sharivan NEXT Generation il est remplacé par Shinji Todoh qui a interprété le Spider-man japonais et Kunio Muraki, la forme humaine de God Neros dans Metalder.
- Dans le tome 1 de la bande dessinée Quai d'Orsay, le ministre Taillard de Vorms est comparé à X-Or parce que, comme ce dernier, il « emmène ses ennemis dans un monde parallèle pour les vaincre ».
- Paul Verhoeven fut tellement impressionné par le costume de X-Or qu'il demanda à Katsuji Murakami, à l'origine de son design, l'autorisation de s'en inspirer pour l'armure de RoboCop[2].